# Analytische Funktion
Als analytisch bezeichnet man in der Mathematik eine Funktion, die lokal durch eine konvergente Potenzreihe gegeben ist. Aufgrund der Unterschiede zwischen reeller und komplexer Analysis spricht man zur Verdeutlichung oft auch explizit von reell-analytischen oder komplex-analytischen Funktionen. Im Komplexen sind die Eigenschaften analytisch und holomorph äquivalent. Ist eine Funktion in der gesamten komplexen Ebene definiert und analytisch, nennt man sie ganz.

## Definition
Es sei {\displaystyle \mathbb {K} =\mathbb {R} } oder {\displaystyle \mathbb {K} =\mathbb {C} } und {\displaystyle D\subseteq \mathbb {K} } eine offene Teilmenge. Eine Funktion {\displaystyle f\colon D\to \mathbb {K} } heißt analytisch im Punkt {\displaystyle x_{0}\in D,} wenn es eine Potenzreihe
{\displaystyle \sum _{n=0}^{\infty }a_{n}(x-x_{0})^{n}}
gibt, die auf einer Umgebung von {\displaystyle x_{0}} gegen {\displaystyle f(x)} konvergiert. Ist {\displaystyle f} in jedem Punkt von {\displaystyle D} analytisch, so heißt {\displaystyle f} analytisch.

## Eigenschaften
- Eine analytische Funktion ist beliebig oft differenzierbar. Die Umkehrung gilt nicht, siehe Beispiele unten.

- Die lokale Potenzreihendarstellung einer analytischen Funktion {\displaystyle f} ist ihre Taylorreihe. Es gilt also

{\displaystyle a_{n}={\frac {f^{(n)}(x_{0})}{n!}}}.
- Summen, Differenzen, Produkte, Quotienten (sofern der Nenner keine Nullstellen hat) und Verkettungen analytischer Funktionen sind analytisch.

- Ist {\displaystyle D} zusammenhängend und besitzt die Menge der Nullstellen einer analytischen Funktion {\displaystyle f\colon D\to \mathbb {K} } einen Häufungspunkt in {\displaystyle D}, so ist {\displaystyle f} die Nullfunktion. Sind entsprechend {\displaystyle f,g\colon D\to \mathbb {K} } zwei Funktionen, die auf einer Menge übereinstimmen, die einen Häufungspunkt in {\displaystyle D} besitzt, z. B. auf einer offenen Teilmenge, so sind sie identisch.

## Reelle Funktionen

### Beispiele analytischer Funktionen
Viele gängige Funktionen der reellen Analysis wie beispielsweise Polynomfunktionen, Exponential- und Logarithmusfunktionen, trigonometrische Funktionen und rationale Ausdrücke in diesen Funktionen sind analytisch. Die Menge aller auf einer offenen Menge {\displaystyle D} reell-analytischen Funktionen wird mit {\displaystyle C^{\omega }(D)} bezeichnet.

#### Exponentialfunktion
Eine bekannte analytische Funktion ist die Exponentialfunktion
{\displaystyle \exp(x)=\sum _{k=0}^{\infty }{\frac {1}{k!}}x^{k}=1+x+{\frac {1}{2}}x^{2}+{\frac {1}{6}}x^{3}+{\frac {1}{24}}x^{4}+\dotsb },
die auf ganz {\displaystyle \mathbb {R} } konvergiert.

#### Trigonometrische Funktion
Auch die trigonometrischen Funktionen Sinus, Kosinus, Tangens, Kotangens und ihre Arkusfunktionen sind analytisch. Jedoch zeigt das Beispiel des Arkustangens
{\displaystyle \arctan(x)=\sum _{k=0}^{\infty }{\frac {(-1)^{k}}{2k+1}}x^{2k+1}=x-{\frac {1}{3}}x^{3}+{\frac {1}{5}}x^{5}-{\frac {1}{7}}x^{7}+\dotsb },
dass eine auf ganz {\displaystyle \mathbb {R} } analytische Funktion eine Reihenentwicklung mit endlichem Konvergenzradius haben kann.

#### Spezielle Funktionen
Viele spezielle Funktionen wie beispielsweise die eulersche Gammafunktion, die eulersche Betafunktion oder die riemannsche Zeta-Funktion sind ebenfalls analytisch.

### Beispiele nicht-analytischer Funktionen

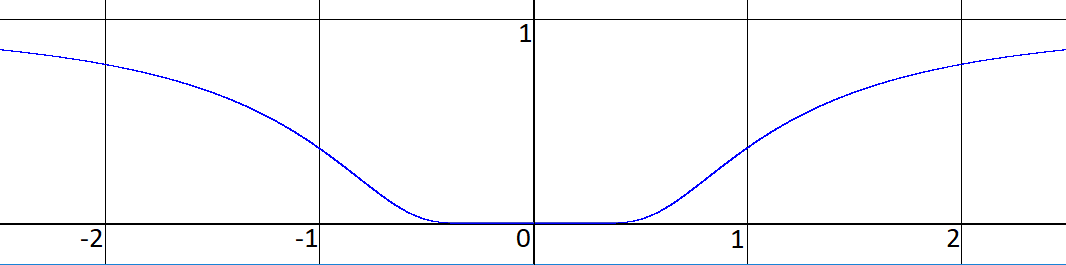
Der Graph der Funktion fällt in der Nähe von 0 sehr schnell gegen 0. Schon der Wert lässt sich in der Graphik nicht mehr von 0 unterscheiden.

Die folgenden Beispiele nicht-analytischer Funktionen zählen zu den glatten Funktionen: Sie sind auf ihrem Definitionsbereich beliebig oft differenzierbar, aber an einzelnen Punkten existiert keine Potenzreihenentwicklung. Die Funktion
{\displaystyle f(x)={\begin{cases}\exp \left(-{\frac {1}{x^{2}}}\right)&\mathrm {f{\ddot {u}}r} \ x\neq 0,\\0&\mathrm {f{\ddot {u}}r} \ x=0\end{cases}}}
ist an allen Stellen {\displaystyle x\in \mathbb {R} }, also auch an der Stelle 0, beliebig oft differenzierbar. Aus {\displaystyle f^{(n)}\left(0\right)=0} für alle {\displaystyle n} folgt die Taylor-Reihe von {\displaystyle f},
{\displaystyle \sum _{n=0}^{\infty }{\frac {0}{n!}}x^{n}=0},
die, außer im Punkt {\displaystyle x=0}, nicht mit {\displaystyle f\left(x\right)} übereinstimmt. Somit ist {\displaystyle f} im Punkt 0 nicht analytisch.
Auch die Funktion
{\displaystyle g(x)={\begin{cases}\exp \left(-{\frac {1}{x^{2}}}\right)&\mathrm {f{\ddot {u}}r} \ x>0,\\0&\mathrm {f{\ddot {u}}r} \ x\leq 0\end{cases}}}
ist beliebig oft differenzierbar, denn alle rechtsseitigen Ableitungen im Nullpunkt sind genauso gleich 0 wie trivialerweise alle linksseitigen.
Es gibt eine wichtige Klasse nicht-analytischer Funktionen, die Funktionen mit kompaktem Träger. Der Träger einer Funktion ist der Abschluss der Menge der Punkte, an denen eine Funktion nicht verschwindet:
{\displaystyle {\overline {\{x\mid f(x)\not =0\}}}}.
Ist der Träger kompakt, so spricht man von einer Funktion mit kompaktem Träger (oder von einer Testfunktion). Diese Funktionen spielen in der Theorie der partiellen Differentialgleichungen eine große Rolle. Für Funktionen, die auf ganz {\displaystyle \mathbb {R} } definiert sind, ist diese Bedingung äquivalent dazu, dass es eine Zahl {\displaystyle C>0} gibt, so dass {\displaystyle f(x)=0} für alle {\displaystyle x} mit {\displaystyle |x|>C} gilt. Eine Funktion mit kompaktem Träger stimmt somit für große {\displaystyle x} mit der Nullfunktion überein. Wäre die Funktion nun zusätzlich analytisch, so würde sie nach den obigen Eigenschaften analytischer Funktionen bereits auf ganz {\displaystyle \mathbb {R} } mit der Nullfunktion übereinstimmen. Anders ausgedrückt: Die einzige analytische Funktion mit kompaktem Träger ist die Nullfunktion.
Die Funktion
{\displaystyle h(x)=g(x)g(1-x)={\begin{cases}\exp \left(-{\frac {1}{x^{2}}}-{\frac {1}{(1-x)^{2}}}\right)&\mathrm {f{\ddot {u}}r} \ 0<x<1\\0&\mathrm {f{\ddot {u}}r} \ x\leq 0\ \mathrm {oder} \ x\geq 1\end{cases}}}

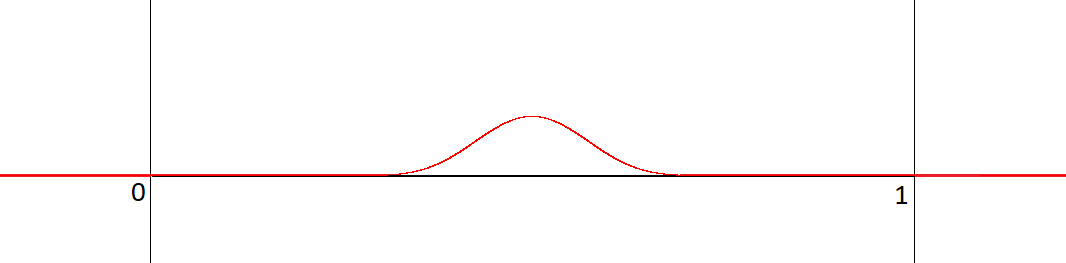
An der Maximalstelle ist

ist eine beliebig oft differenzierbare Funktion mit kompaktem Träger {\displaystyle [0,1]}.

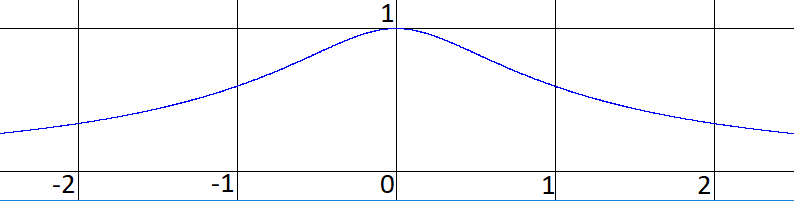
Es ist und für

Bei den bisherigen Beispielen kann man beweisen, dass die Taylor-Reihe an jedem Punkt einen positiven Konvergenzradius hat, aber nicht überall gegen die Funktion konvergiert. Es gibt aber auch nichtanalytische Funktionen, bei denen die Taylor-Reihe Konvergenzradius Null hat, beispielsweise ist die Funktion
{\displaystyle f(x)=\int _{0}^{\infty }{\frac {\mathrm {e} ^{-t}}{1+x^{2}t}}\,\mathrm {d} t}
auf ganz {\displaystyle \mathbb {R} } beliebig oft differenzierbar, aber ihre Taylorreihe in {\displaystyle x_{0}=0}
{\displaystyle \sum _{k=0}^{\infty }(-1)^{k}k!\cdot x^{2k}=1-x^{2}+2x^{4}-6x^{6}+24x^{8}-\dotsb }
ist nur für {\displaystyle x=0} konvergent.
Allgemeiner kann man zeigen, dass jede beliebige formale Potenzreihe als Taylor-Reihe einer glatten Funktion vorkommt.

## Komplexe Funktionen
In der Funktionentheorie wird gezeigt, dass eine Funktion {\displaystyle f} einer komplexen Variablen, die in einer offenen Kreisscheibe {\displaystyle D} komplex differenzierbar ist, in {\displaystyle D} sogar beliebig oft komplex differenzierbar ist und dass die Potenzreihe um den Mittelpunkt {\displaystyle c} der Kreisscheibe,
{\displaystyle \sum _{n=0}^{\infty }{\frac {f^{(n)}(c)}{n!}}(z-c)^{n}},
für jeden Punkt {\displaystyle z} aus {\displaystyle D} gegen {\displaystyle f(z)} konvergiert. Dies ist ein wichtiger Aspekt, unter dem Funktionen in der komplexen Ebene einfacher zu handhaben sind als Funktionen einer reellen Variablen. Tatsächlich benutzt man in der Funktionentheorie die Attribute analytisch, holomorph und regulär synonym. Aus den ursprünglichen Definitionen dieser Begriffe ist ihre Äquivalenz nicht sofort erkennbar; sie wurde erst später nachgewiesen. Komplex-analytische Funktionen, die nur reelle Werte annehmen, sind konstant. Eine Folgerung aus den Cauchy-Riemannschen Differentialgleichungen ist, dass der Realteil einer analytischen Funktion den Imaginärteil bis auf eine Konstante bestimmt und umgekehrt.
Es gilt der folgende wichtige Zusammenhang zwischen reell-analytischen Funktionen und komplex-analytischen Funktionen:
Jede reell-analytische Funktion {\displaystyle \mathbb {R} \to \mathbb {R} } kann zu einer komplex-analytischen, also holomorphen Funktion auf einer Umgebung von {\displaystyle \mathbb {R} \subset \mathbb {C} } fortgesetzt werden.
Umgekehrt wird jede holomorphe Funktion zu einer reell-analytischen Funktion, wenn man sie zunächst auf {\displaystyle \mathbb {R} } einschränkt und anschließend nur den Realteil (oder nur den Imaginärteil) betrachtet. Dies ist der Grund, warum viele Eigenschaften der reell-analytischen Funktionen am einfachsten mit Hilfe der komplexen Funktionentheorie bewiesen werden.

## Mehrere Veränderliche
Auch bei Funktionen {\displaystyle f}, die von mehreren Veränderlichen {\displaystyle x_{1},\dotsc ,x_{n}} abhängen, kann man wie folgt eine Taylorreihenentwicklung im Punkt {\displaystyle x=(x_{1},\dotsc ,x_{n})} definieren:
{\displaystyle \sum _{\alpha \in \mathbb {N} _{0}^{n}}{\frac {\partial ^{\alpha }f(x)}{\alpha !}}(\xi -x)^{\alpha }.}
Dabei wurde von der Multiindexschreibweise Gebrauch gemacht, die Summe erstreckt sich über alle Multiindizes {\displaystyle \alpha =(\alpha _{1},\dotsc ,\alpha _{n})\in \mathbb {N} _{0}^{n}} der Länge {\displaystyle n}. In Analogie zum oben besprochenen Fall einer Veränderlichen heißt eine Funktion analytisch, wenn die Taylorreihenentwicklung für jeden Punkt des Definitionsbereichs einen positiven Konvergenzradius hat und innerhalb des Konvergenzbereichs die Funktion darstellt, das heißt, dass
{\displaystyle f(\xi )=\sum _{\alpha \in \mathbb {N} _{0}^{n}}{\frac {\partial ^{\alpha }f(x)}{\alpha !}}(\xi -x)^{\alpha }}
für alle {\displaystyle \xi =(\xi _{1},\dotsc ,\xi _{n})} aus einer Umgebung von {\displaystyle x=(x_{1},\dotsc ,x_{n})} gilt. Im Falle komplexer Veränderlicher spricht man auch bei mehreren Veränderlichen von holomorphen Funktionen. Solche Funktionen werden durch die Funktionentheorie in mehreren komplexen Variablen untersucht.